# La casa de paper
La casa de paper —Paperhouse en la versió original— és una pel·lícula britànica de fantasia de l'any 1988, dirigida per Bernard Rose. La pel·lícula és protagonitzada per Ben Cross i també compta amb la participació de Glenne Headly, Gemma Jones, Charlotte Burke i Elliott Spiers. Ha estat doblada al català.

## Argument
Anna Madden (Charlotte Burke) és una nena d'11 anys que pateix mononucleosi infecciosa, per la qual cosa ha de romandre al llit. Avorrida, dibuixa en una fulla de paper una casa. Quan s'adorm, té un somni en el qual es troba a l'interior de la casa que ha dibuixat. S'adona que tot el que dibuixava es feia realitat en els seus somnis, i entusiasmada pel seu descobriment, dibuixa una cara a la finestra i en el seu proper somni es troba amb un nen discapacitat anomenat Marc (Elliott Spiers) vivint a la casa. Ella s'assabenta pel seu metge, la Dra. Sarah Nicols (Gemma Jones), que Marc és una persona real.

## Estrelles joves
Paperhouse es caracteritza per ser l'única pel·lícula fins avui en la qual Charlotte Burke ha tingut un paper de lideratge important. Elliott Spiers, que va interpretar Marc, va fer només una pel·lícula més, Taxandria (1989). El 1991, va emmalaltir greument dels efectes secundaris d'un medicament contra la malària i mai es va recuperar completament. Va morir a l'Hospital Royal Free de Hampstead (Brighton), Anglaterra, el 15 de gener de 1994. Taxandria es va estrenar més tard aquell any i està dedicat a la seva memòria.

## Repartiment
- Charlotte Burke: Anna Madden.
- Glenne Headly: Kate Madden.
- Elliott Spiers: Marc.
- Gemma Jones: Dra. Sarah Nicols.
- Ben Cross: Papà Madden.